# Fidêncio José Ortiz
Fidêncio José Ortiz da Silva (Rio Pardo, 1787 - Caçapava do Sul, 10 de fevereiro de 1864) foi um padre, fazendeiro e político brasileiro.
Veio menino para Caçapava, junto com seus pais.  Foi o responsável pelas obras da igreja matriz de Caçapava do Sul, começadas em 15 de agosto de 1815, em homenagem a Nossa Senhora da Assunção, onde ele dirigia os trabalhos, orientando operários e escravos na obra do prédio em estilo barroco-colonial. Em 1832 foi nomeado vigário eclesiástico, tendo atuado em São Gabriel, Santana da Boa Vista, Bagé e Alegrete, durante 26 anos.
Foi eleito deputado provincial, junto com seu irmão brigadeiro Olivério José Ortiz, para a 1ª Legislatura da Assembleia Legislativa Provincial do Rio Grande do Sul.
Quando começou a Revolução Farroupilha aderiu ao movimento. Foi ele que celebrou a missa solene que proclamou a cidade de Caçapava do Sul, como nova sede do governo.
Durante a revolução, os farroupilhas decidiram separar-se da corte completamente, inclusive nomearam um Vigário Apostólico, o padre Francisco Chagas, que negou obediência ao bispo do Rio de Janeiro, criando um cisma na igreja católica no Rio Grande do Sul. Após o fim da revolução, o padre Fidêncio foi encarregado pelo bispo do Rio a rever todos os atos e documentos sancionados pelo padre Chagas, considerados ilegais. Nesta época foi elevado a Visitador Diocesano para as comarcas de Caçapava, Alegrete, Uruguaiana, Santa Maria da Boca do Monte e Missões, localidades que visitava anualmente para crismar fiéis. Aposentou-se aos 72 anos e foi viver na estância da Figueira, em Caçapava.
Morreu após uma queda de cavalo. Seus bens ficaram para afilhados e pessoas pobres do município. Era rico por herança da família que possuía léguas de campos nas margens do rio Capivari, em Rio Pardo e também nas nascentes do rio Irapuá, Guarda Velha e margens do rio Camaquã.